# Isoetaceae
Ver Pteridophyta para una introducción a los grupos de plantas vasculares sin semilla
Las isoetáceas (nombre científico Isoetaceae) son una familia de plantas vasculares sin semilla (pteridófitas) con microfilos, que consta de un único género vivo, Isoetes y en la moderna clasificación de Christenhusz et al. 2011 es la única familia del orden Isoetales. Este grupo cuenta en la actualidad con unas 140-150 especies, y posee una distribución cosmopolita pero a menudo con un número de individuos entre escaso y raro.
Algunos botánicos subdividieron el género, separando una especie sudamericana en su propio género Stylites.
Son sobre todo acuáticas o semi-acuáticas en las charcas claras y las corrientes de movimiento lento, aunque varias (v.g. I. histrix, I. nuttallii) crezcan en la tierra húmeda que se deseca en el verano. Sus tallos son tuberosos, cortos llamados cormos,  las hojas son huecas y junciformes liguladas con arreglo en espiral , originándose de un cormo central en forma helicoidal. Cada hoja tiene una dimensión de 2-20 cm de largo (excepcionalmente hasta 100 cm) y 0,5-3 mm de ancho; pueden ser de hoja perenne, de hojas caducas en invierno, o de hojas caducas en la estación seca. Son ensanchadas en la base. Son heterósporas y sus esporas presentan germinación endospórica.  Las  especies de Isoëtes son muy difíciles de distinguir sobre la base de su aspecto general. La mejor manera de identificarlas es examinando las megaesporas en un microscopio.

## Taxonomía
La clasificación más actualizada hasta género es la de Christenhusz et al. 2011 (basada en Smith et al. 2006, 2008); que también provee una secuencia lineal de las licofitas y monilofitas.
- - Orden B. Isoetales Prantl, Lehrb. Bot.: 116 (1874).
    - Géneros de posición taxonómica desconocida: 
      - †Clevelandodendron, †Isoetites, †Nathorstianella, †Omphalophloios, †Otzinachsonia, †Pleuromeia, †Porostrobus, †Wexfordia

    - Familia: †Chaloneriaceae
      - Géneros: †Bodeodendron, †Chaloneria, †Polysporia, †Sporangiostrobus

    - Familia: †Nathorstianaceae
      - Género: †Nathorstiana

    - Familia: Isoëtaceae Reichenb., Bot. Damen: 309 (1828). Familia n.º 2 de pteridofitas según Christenhusz et al. 2011

Género: Isoetes Referencias: Hoot et al. (2004, 2006), Rydin & Wikström (2002), Schuettpelz & Hoot (2006), Taylor & Hickey (1992), Taylor et al. (2004).

## Filogenia
|  | Lycopodiophyta Euphyllophyta                                    |
|  |                                                                 |
|  | \| \| Sellaginellales \| \| \| \| \| \| Isoetopsida \| \| \| \| |
|  |                                                                 |
|  | Sellaginellales                                                 |
|  |                                                                 |
|  | Isoetopsida                                                     |
|  |                                                                 |

|  | Sellaginellales |
|  |                 |
|  | Isoetopsida     |
|  |                 |

La diversificación fue probablemente por aloploidía, es afín a Selaginella, de la que se habría separado hace unos 370 millones de años, y es más distante de otros pteridofitos.